# Daniel Calmels
Daniel Calméls (Sarandí, Avellaneda, 1950) es un escritor, psicomotricista argentino y profesor nacional de Educación Física. Fue fundador del área de Psicomotricidad del Servicio de Psicopatología Infantojuvenil del Hospital de Clínicas en 1980. Es Profesor Honorario de la Universidad Provincial de Córdoba y miembro Honorario de la Asociación Argentina de Psicomotricidad, de la Asociación Federal de Psicomotricistas y de OMEP (Organización Mundial para la Educación Preescolar).

## Carrera
Su formación científica de base es la Psicomotricidad, y su trabajo como escritor es el ensayo y la poesía. En su historia profesional, además fue fundador del área de Psicomotricidad en el Servicio de Psicopatología Infantojuvenil del Hospital de Clínicas en 1980, y coordinador del área hasta 2005. Parte de su obra escrita está concentrada precisamente en el desarrollo de esta actividad, área en la que publicó numerosos títulos. Es director de la colección El cuerpo propio de la Editorial Biblos desde 2013, y colabora con numerosas publicaciones y revistas. Sus escritos poéticos fueron ilustrados por diversos artistas plásticos, entre otros: Eduardo Medici, Pablo Solari, Laura Dubrovsky, Blas Castagna, Raúl Ponce, Roberto Tessi, Juan Aljinovich, Ernesto Pesce, Marcelo Vejares, Flora Stilman, Alicia Mayo, Claudia Degliuomini, Elsa Scanio, Romina Biassoni y Juan Bernardez.

## Obra

### Ensayo
- La escritura del reencuentro. Julio Cortázar, Jacobo Fijman, Alejandra Pizarnik y Lysandro Galtier. Buenos Aires, Biblos, 2024.
- Jugar, Un estudio de las prácticas lúdicas, Buenos Aires, Paidós, 2023.
- Cuerpo y saber, 4° edición, Buenos Aires, Novedades Educativas, 2021.
- Psicomotricidad en la infancia, Poéticas de la crianza, Buenos Aires, Paidós, 2021.
- Infancias del cuerpo, 2°edición, Buenos Aires, Biblos, 2019.
- El Juego Corporal, Buenos Aires, Paidós, 2018.
- Qué es la Psicomotricidad, Nociones generales, 2° edición, Buenos Aires, Lumen, (2016).
- El cuerpo en la escritura, 3° edición, Biblos, 2014.
- El cuerpo cuenta, La presencia del cuerpo en las versificaciones, narrativas y lecturas de crianza, 2.º edición, Buenos Aires, Homo Sapiens 2014.
- Fugas, el fin del cuerpo en los comienzos del milenio, Buenos Aires, Biblos, 2013.
- Juegos en el papel, en conjunto con Mara Lesbegueris, Buenos Aires, Puerto Creativo, 2013.
- Del sostén a la trasgresión, El cuerpo en la crianza, 3° edición, Buenos Aires, Biblos, 2012.
- Espacio Habitado, en la vida cotidiana y la práctica profesional, 2° edición, Rosario-Santa Fe, Homo Sapiens, 2011.
- Juegos de Crianza, el juego corporal en los primeros años de vida, 3° edición, Buenos Aires, Biblos, 2010.
- La discapacidad del héroe. Diferencia y discapacidad en los relatos destinados a la infancia, Buenos Aires, Biblos, 2009.
- El libro de los pies, Memoriales de un cuerpo fragmentado I, Buenos Aires, Biblos, 2001.
- El Cristo Rojo, Cuerpo y escritura en la obra de Jacobo Fijman, ensayo, Buenos Aires, Topía, 1996.

### Narrativa
- La almohada de los sueños, literatura, relatos breves que se agrupan bajo dos nombres: "Crónicas de Magdalena" y "Generación", Buenos Aires, El Farol, 2007.

### Literatura infantil
- Los duendes de la mesa, Rosario-Santa Fe, Homo Sapies, 2016.
- La almohada de los sueños, (versión infantil) Madrid, Pearson, 2011.

### Poesía
- Atrapavoz, poesía, Buenos Aires, Del Dock, 2020.
- Arcanos, poesía, con pinturas de Juan Bernardez, Buenos Aires, Editorial Música Nuestra, 2019.
- Marea en las manos, poesía, antología personal, Buenos Aires, Colihue, 2005.
- Estrellamar, prosa poética, Buenos Aires, D & B, 1999.
- El cuerpo y los sueños, poesía, Buenos Aires, Kine, 1995.
- Lo que tanto ha muerto sin dolor, poesía, Buenos Aires, La Papirola, 1991.

### Antologías poéticas
- El cine y la poesía argentina, selección y ensayo, Héctor Freire, Buenos Aires, Ediciones en Danza, 2011.
- Una antología de poetas argentinos de hoy, bilingüe, español-francés, traductora Cristina Madero, organizado por Mario Buchbinder, Daniel Calméls, Centre de Recherches Latino Américaines. Potiers, Francia, 2011.
- Mar azul. Cielo azul. Blanca vela, Homenaje a Arturo Cuadrado, Buenos Aires, Botella al Mar, 1999.
- 18 Poetas argentinos de fin de siglo, Buenos Aires, Eleusis, 1998.
- El cancionero 1997, selección consultada, Madrid, Asociación Prometeo de Poesía, 1997.
- Poetas argentinos contemporáneos, antología dirigida por Nina Thurler, tomo V, Buenos Aires, Eleusis, 1995.
- Des-nudos, Buenos Aires, Botella al mar, 1984.
- Quipus, Buenos Aires, Botella al mar, 1981.

## Premios y distinciones

### Distinciones
- Profesor Honorario de la Universidad Provincial de Córdoba.
- Socio Honorario de la Sociedad Argentina de Psicomotricidad (AAP).
- Socio Honorario de la Asociación Federal de Psicomotricistas (AFeP).
- Socio Honorario de la Organización Mundial para la Educación Preescolar (OMEP).

### Premios
- Premio Teatro del Mundo, XXII Edición, categoría ensayística por su obra El juego corporal, Centro Cultural Rector Ricardo Rojas de la UBA, 2024.
- Primer Premio, por su obra inédita La escritura del reencuentro presentada en el “Premio Municipal” bienal Eduardo Mallea, género: Ensayo literario, categoría inédita, correspondiente al bienio 2013/2015. Año 2021.
- Mención Especial del Premio Nacional de Ensayo Pedagógico, producción 2016/2019 por su obra El juego corporal, Ministerio de Cultura, Argentina, 2019.
- 3° Premio Municipal de la Ciudad de Buenos Aires por La Discapacidad del Héroe, 2016.
- Estrellamar recibió la Mención especial al libro mejor impreso y editado en la Argentina, Cámara Argentina de Publicaciones, Bienio 1998-1999.
- Faja de Honor de la Sociedad Argentina de Escritores por El Cristo rojo. Cuerpo y escritura en la obra de Jacobo Fijman, año 1997.
- Primer premio Rodolfo Walsh-derechos humanos por Estrellamar (prosa poética). Facultad de Filosofía y Letras, Universidad de Bs. As. Secretaría de Derechos Humanos, Centro de Estudiantes. Jurado: Osvaldo Bayer, León Rozitchner, David Viñas, Rubén Dri. 1996.
- Premio Arcano 1993, poesía, seleccionado para integrar la Antología Arcano 93, ediciones del Dock, Buenos Aires, 1993.
- 1.er Premio por el poema “Las aguas”, Certamen Literario Nacional “Horizonte de cultura”, Junín, provincia de Buenos Aires, 1992.
- Premio Horacio Quiroga, cuento por La almohada de los sueños, Antología 1992, Fundación Centro Cultural San Telmo, 1992.
- 2.º Premio “Ángel Azul 1992”, por el cuento Los juegos de Yave, Junín, provincia de Buenos Aires, 1992.
- Premio Faja de Honor Leopoldo Marechal 92, segunda mención, por Lo que tanto ha muerto sin dolor, Municipalidad de Merlo, dirección de cultura y Educación, año 1992.
- 1° Premio por el poema “Los Artistas Velan”, Organizado por la Revista Arché, 1992.
- Primera Mención, Premios concurso Amaru – El Monje Libros, por su poema “Círculos”, poesía, como Daniel Duguet, 1982.
- 1.º Premio poema ilustrado por Pablo Solari, concurso organizado por la Sociedad Italiana Cristóbal Colón, Quilmes, Buenos Aires, 1981.
- 3.er Premio poema ilustrado por Raúl Ponce, concurso organizado por la Sociedad Argentina de Escritores y Sociedad Italiana Cristóbal Colón, Buenos Aires, Quilmes, 1980.